# Banalizm
Banalizm – termin Pawła Dunin-Wąsowicza, oznaczający nurt w literaturze polskiej przejawiający się celowym pisaniem tekstów nieinteresujących w sposób nudny. Twórca terminu dodał to hasło do tytułu polskiego tłumaczenia pracy Michaela Fleischera Overground: cechy charakterystyczne – tendencje – prądy. Niemiecki badacz zajął się w niej literaturą tzw. trzeciego obiegu, czyli art-zinów z lat 80. i 90. W analizowanych utworach dostrzegł pewne awangardowe działanie formalne, które nazwał "metodą zerową", czyli budowanie napięcia, które nie zostaje rozładowane przez puentę, ale trywializowane. Jako przykład można przytoczyć krótki utwór Dariusza Brzóski-Brzóskiewicza pt. PORTRET WŁASNY (BOGDAN):
Ojciec był galwanizerem. Bogdan od dzieciństwa interesował się astronomią. W szkole uczył się średnio, na tyle jednak dobrze, że wcale się nie wysilając miał czwórkę z matematyki, fizyki i chemii, z reszty miał trójki. I ten to właśnie człowiek pod koniec szkoły podstawowej mówi do mnie, że idzie do szkoły przyzakładowej. Byłem prawie zszokowany, facet wiedza prawie uniwersytecka z astronomii idzie do szkoły przyzakładowej zamiast do liceum czy technikum. Dalsze dzieje Bogdana to jego dalszy upadek. Ledwo kończy przyzakładową i zaczyna pracować jako elektryk w zakładzie, w którym miał praktykę. Po kilku latach ma swoją dziewczynę. Żeni się z fryzjerką. Mają dzieci.
Przemysław Czapliński uznał, że paradoks banalizmu polegałby na tym, że znakiem autentyczności czyni on nieomal dokładnie to samo, co dla artystów modernistycznych było znakiem fałszu – formy pospolitości w życiu, w na co dzień przeżywanej i używanej kulturze. Banalizm najprościej określić można jako pisanie w nudny sposób o nudzie życia. W latach 80. i 90. tego typu literackie praktyki były reakcją na silną presję pisania zaangażowanego. Na szacunek zasługiwały bowiem wówczas teksty niemal wyłącznie na modłę herbertowską. W młodych odezwała się więc potrzeba mówienia o sprawach zwykłych, prowokacyjnie nieistotnych dla Narodu, ważnych jednak dla autora jako człowieka. To z tych nastrojów wyłonił się Brulion. Artziny wyrażały podobne potrzeby. Na dalszym etapie rozwoju (tj. w sytuacji uzyskania już demokracji i wszelkich wiążących się z nią konsekwencji) banalizm stał się wyrazem odczuć autorów związanych z nową presją, tym razem presją rynku. Utwory pisane z myślą o sukcesie komercyjnym muszą być atrakcyjne zarówno pod względem formalnym, jak i tematycznym, wybór "metody zerowej", ostentacyjnego niestarania się o sympatię czy choćby uwagę czytelnika sprawia wrażenie artystycznej nonszalancji.
Banalizm w prozie reprezentują głównie dzieła mało znanych autorów z kręgu "Lampy i Iskry Bożej" (Obsesyjny motyw babiego lata Marcina Wrońskiego, Rewelaja Pawła Dunin-Wąsowicza, Exkluziw Sławomira Burszewskiego, Chłopaki nie płaczą Krzysztofa Vargi i in.). Obecny także w prozie Piotra Cegiełki (Sandacz w bursztynie), Łukasza Gorczycy i Adama Wiedemanna (Sęk pies brew, Wszędobylstwo porządku).
W sztukach wizualnych termin ten (zdefiniowany przez krytyków pisma "Raster", Łukasza Gorczycę i Michała Kaczyńskiego, z przedrostkiem "pop-" (dodanym w wyniku dyskusji w ramach Projektu Wzgórza przez Romana Dziadkiewicza) (popbanalizm) jest stosowany na określenie sztuki młodych artystów – debiutujących około 2000 roku.

### Sztuka
- J.Z. [Joanna Zielińska], E.T. [Ewa Małgorzata Tatar], „Grupa Ładnie (Słynna Grupa Ładnie)”, w: „Tekstylia bis”, red. Piotr Marecki, Kraków 2006;
- „POPelita. Nowa klasa polskiej sztuki”, kat. wyst. Bunkier Sztuki, Kraków 2001;
- Magdalena Drągowska, „Historia Grupy Ładnie”, w: tejże, Dominik Kuryłek, Ewa Małgorzata Tatar, „Krótka historia Grupy Ładnie”, Kraków 2008.